# Thomas Ouwejan
Thomas Ouwejan, né le 30 septembre 1996 à Amstelveen, est un footballeur néerlandais qui joue au poste d'arrière gauche au NEC Nimègue.

## Biographie

### En club

#### AZ Alkmaar (depuis 2015)
Né à Amstelveen, Thomas Ouwejan commence le football dans le club de De Foresters avant d'intégrer le centre de formation de l'AZ Alkmaar en 2007. Il fait ses débuts en professionnel le 10 décembre 2015 en Ligue Europa, lors d'un match nul (2-2) face à l'Athletic Bilbao. En Eredivise, c'est le 13 décembre 2015 sur la pelouse du PEC Zwolle qu'il joue pour la première fois. Il est titularisé sur le côté gauche de la défense et son équipe s'incline par deux buts à un. Il ne joue pas beaucoup dans un premier temps mais arrive à s'imposer en équipe première au cours de l'année 2017.
Le 19 août 2018, lors de la victoire 4-1 de son équipe face au FC Emmen en championnat, Ouwejan inscrit son premier but en professionnel.

#### Prêt à l'Udinese (2020-2021)
Le 3 septembre 2020, Thomas Ouwejan est prêté avec option d'achat au club italien de l'Udinese Calcio,.

#### Prêt à Schalke 04 (depuis 2021)
Le 1er juin 2021, Thomas Ouwejan est prêté avec option d'achat à Schalke 04, qui vient de descendre en deuxième division allemande. 
Il fait sa première apparition sous les couleurs de Schalke le 8 août 2021, lors d'une rencontre de coupe d'Allemagne face au FC 08 Villingen. Il est titularisé et son équipe l'emporte par quatre buts à un.

### En sélection
Thomas Ouwejan représente l'équipe des Pays-Bas des moins de 17 ans, jouant un total de quatre matchs avec cette sélection entre 2012 et 2013.
Ouwejan participe à l'Euro 2015 des -19 ans avec les Pays-Bas. Lors de cette compétition, il joue trois matchs, avec notamment une victoire face à la Russie.
Il honore sa première sélection avec l'équipe des Pays-Bas espoirs le 15 novembre 2016, face au Portugal. Lors de ce match, il s'illustre en délivrant une passe décisive (1-1).

## Statistiques
| Saison                | Club                  | Championnat           | Championnat | Championnat | Championnat | Coupe(s) nationale(s) | Coupe(s) nationale(s) | Coupe(s) nationale(s) | Compétition(s) continentale(s) | Compétition(s) continentale(s) | Compétition(s) continentale(s) | Compétition(s) continentale(s) | Total | Total | Total |
| Saison                | Club                  | Division              | M.          | B.          | P.d.        | M.                    | B.                    | P.d.                  | Comp.                          | M.                             | B.                             | P.d.                           | M.    | B.    | P.d.  |
| 2015-2016             | AZ Alkmaar            | Eredivisie            | 3           | 0           | 0           | 1                     | 0                     | 0                     | C3                             | 1                              | 0                              | 0                              | 5     | 0     | 0     |
| 2016-2017             | AZ Alkmaar            | Eredivisie            | 6+2         | 0+0         | 2+0         | 3                     | 0                     | 0                     | C3                             | 1                              | 0                              | 0                              | 12    | 0     | 2     |
| 2017-2018             | AZ Alkmaar            | Eredivisie            | 31          | 0           | 3           | 6                     | 0                     | 0                     | -                              | -                              | -                              | -                              | 37    | 0     | 3     |
| 2018-2019             | AZ Alkmaar            | Eredivisie            | 31          | 2           | 7           | 4                     | 0                     | 0                     | C3                             | 2                              | 0                              | 0                              | 37    | 2     | 7     |
| 2019-2020             | AZ Alkmaar            | Eredivisie            | 10          | 0           | 0           | 3                     | 0                     | 2                     | C3                             | 6                              | 1                              | 0                              | 19    | 1     | 2     |
| Sous-total            | Sous-total            | Sous-total            | 83          | 2           | 12          | 17                    | 0                     | 2                     | -                              | 10                             | 1                              | 0                              | 110   | 3     | 14    |
| 2020-2021             | Udinese Calcio (prêt) | Serie A               | 15          | 0           | 2           | -                     | -                     | -                     | -                              | -                              | -                              | -                              | 15    | 0     | 2     |
| Sous-total            | Sous-total            | Sous-total            | 15          | 0           | 2           | -                     | -                     | -                     | -                              | -                              | -                              | -                              | 15    | 0     | 2     |
| 2021-2022             | Schalke 04 (prêt)     | 2. Bundesliga         | 28          | 3           | 5           | 2                     | 0                     | 0                     | -                              | -                              | -                              | -                              | 30    | 3     | 5     |
| 2022-2023             | Schalke 04            | Bundesliga            | 17          | 0           | 0           | 2                     | 0                     | 1                     | -                              | -                              | -                              | -                              | 19    | 0     | 1     |
| 2023-2024             | Schalke 04            | 2. Bundesliga         | 14          | 2           | 4           | -                     | -                     | -                     | -                              | -                              | -                              | -                              | 14    | 2     | 4     |
| Sous-total            | Sous-total            | Sous-total            | 59          | 5           | 9           | 4                     | 0                     | 1                     | -                              | -                              | -                              | -                              | 63    | 5     | 10    |
| Total sur la carrière | Total sur la carrière | Total sur la carrière | 157         | 7           | 23          | 21                    | 0                     | 3                     | -                              | 10                             | 1                              | 0                              | 188   | 8     | 26    |

## Palmarès
| Schalke 04 (1)                                                       |
| -------------------------------------------------------------------- |
| - Championnat d'Allemagne de deuxième division (1) - Champion : 2022 |